# Stefan Dittrich
Steffan Dittrich (ur. 28 czerwca 1912 w Hof, zm. 5 lutego 1988 w Kötzting) – niemiecki polityk i prawnik, parlamentarzysta krajowy i europejski.

## Życiorys
Po ukończeniu szkoły średniej w Ratyzbonie studiował w latach 1932–1935 prawo na Uniwersytecie Ludwika i Maksymiliana w Monachium, działając w korporacji KDStV Aenania München. W 1933 wstąpił do Sturmabteilung, a w 1937 do Narodowosocjalistycznej Niemieckiej Partii Robotników. Do 1939 był asystentem sędziego w różnych sądach w Bawarii, następnie po zdaniu w 1939 egzaminu prawniczego drugiego stopnia orzekał jako asesor sądowy w sądzie gminnym i powiatowym. Uzyskał także stopień doktora nauk prawnych ze specjalnością w prawie cywilnym. Służył w Wehrmachcie podczas II wojny światowej, osiągając rangę majora rezerwy. Od 1947 praktykował w zawodzie adwokata w Kötzting.
Należał do Unii Chrześcijańsko-Społecznej. W latach 1953–1972 członek Bundestagu, a od 1965 do 1973 deputowany Parlamentu Europejskiego. W 1954 był kandydatem na stanowisko sekretarza stanu w resorcie obrony (do nominacji nie doszło).

## Odznaczenia
Odznaczony Krzyżem Rycerskim (1944), Wielkim Krzyżem Zasługi Orderu Zasługi Republiki Federalnej Niemiec (1965) oraz Bawarskim Orderem Zasługi (1968).